# Yawatahama (Ehime)
Yawatahama (八幡浜市 Yawatahama-shi?) es una ciudad localizada en la prefectura de Ehime, Japón. En octubre de 2019 tenía una población estimada de 32.238 habitantes y una densidad de población de 243 personas por km². Su área total es de 132,68 km².

## Características
Se sitúa al suroeste de la prefectura de Ehime, en la base de la península de Sadamisaki. Desde tiempos remotos fue un puerto natural y se desarrolló a lo largo de los años hasta convertirse en la ciudad con el mercado pesquero más importante de la Región de Shikoku.
Las zonas llanas son escasas y predomina el cultivo de cítricos. Es una zona reconocida por la calidad del Unshu-mikan (温州蜜柑 Unshū-mikan?).
Limita con las ciudades de Seiyo y Oozu, y el Pueblo de Ikata del Distrito de Nishiuwa.
Es conocida por su champon de estilo propio.

## Historia
Durante el Período Meiji fue conocida como la Mánchester de la Región de Shikoku debido al desarrollo industrial que experimentó. Fue la primera ciudad de la Región de Shikoku en contar con electricidad y con un banco. También llegó a tener una mina de bronce.
- 1914: el 1° de agosto la Villa de Kawanoishi (川之石村 Kawanoishi-mura?) pasa a ser el Pueblo de Kawanoishi (川之石町 Kawanoishi-chō?).
- 1928: el 1° de julio la Villa de Kamiyama (神山村 Kamiyama-mura?) pasa a ser el Pueblo de Kamiyama (神山町 Kamiyama-chō?).
- 1930: el 1° de enero el Pueblo de Yawatahama (八幡浜町 Yawatahama-chō?) absorbe la Villa de Yanozaki (矢野崎村 Yanozaki-mura?).
- 1935: el 11 de febrero se fusionan los pueblos de Yawatahama y Kamiyama, y las villas de Senjo (千丈村 Senjō-mura?) y Shitada (舌田村 Shitada-mura?), formando la Ciudad de Yawatahama.
- 1955: el 1° de febrero la Ciudad de Yawatahama abosorbe las villas de Hizuchi (日土村 Hizuchi-mura?), Maana (真穴村 Ma'ana-mura?), Kawakami (川上村 Kawakami-mura?), y parte de la Villa de Futaiwa (双岩村 Futaiwa-mura?).
- 1955: el 31 de marzo se fusionan el Pueblo de Kawanoishi y las villas de Isotsu (磯津村 Isotsu-mura?), Miyauchi (宮内村 Miyauchi-mura?) y Kisuki (喜須木村 Kisuki-mura?), formando el Pueblo de Honai.
- 2005: el 28 de marzo la Ciudad de Yawatahama abosorbe el Pueblo de Honai del Distrito de Nishiuwa.

## Actividad económica
Es considerada la principal productora de mikan de Japón, con cultivos que se extienden hacia la cima de las montañas. Se dice que crecen bajo "tres soles", en referencia al Sol, a su reflejo en el mar, y a su reflejo en las rocas. Cuenta con marcas propias para su producción, entre las que se destakan Hi-no-maru (日の丸?), Maana (真穴?) y Kawakami (川上?), las cuales se comercializan a nivel nacional.
El Puerto de Yawatahama da al mar de Uwa y del otro lado de la península de Sadamisaki se extiende el mar Interior de Seto, por lo que la actividad pesquera es importante. Este puerto provee a gran parte de la Región de Kansai.
Cuenta con dos astilleros navales, y otras industrias tales como de producción de kamaboko, conservas de frutas, papel y bebidas alcohólicas.

### Actividad industrial
- Awashimado

## Accesos

### Autopista
- Autovía Oozu Yawatahama (en construcción)

### Rutas
- Ruta Nacional 197
- Ruta Nacional 378

### Ferrocarril
- Línea Yosan
  - Estación Senjo
  - Estación Yawatahama
  - Estación Futaiwa

### Puerto
- Puerto de Yawatahama

## Personas destacadas
- Moriyuki Kato (actual Gobernador de la Prefectura de Ehime)
- Matatabi (瞬火?), Maneki (招鬼?) y Karukan (狩姦?) (integrantes del grupo de heavy metal Onmyouza)